# Toyota Allion

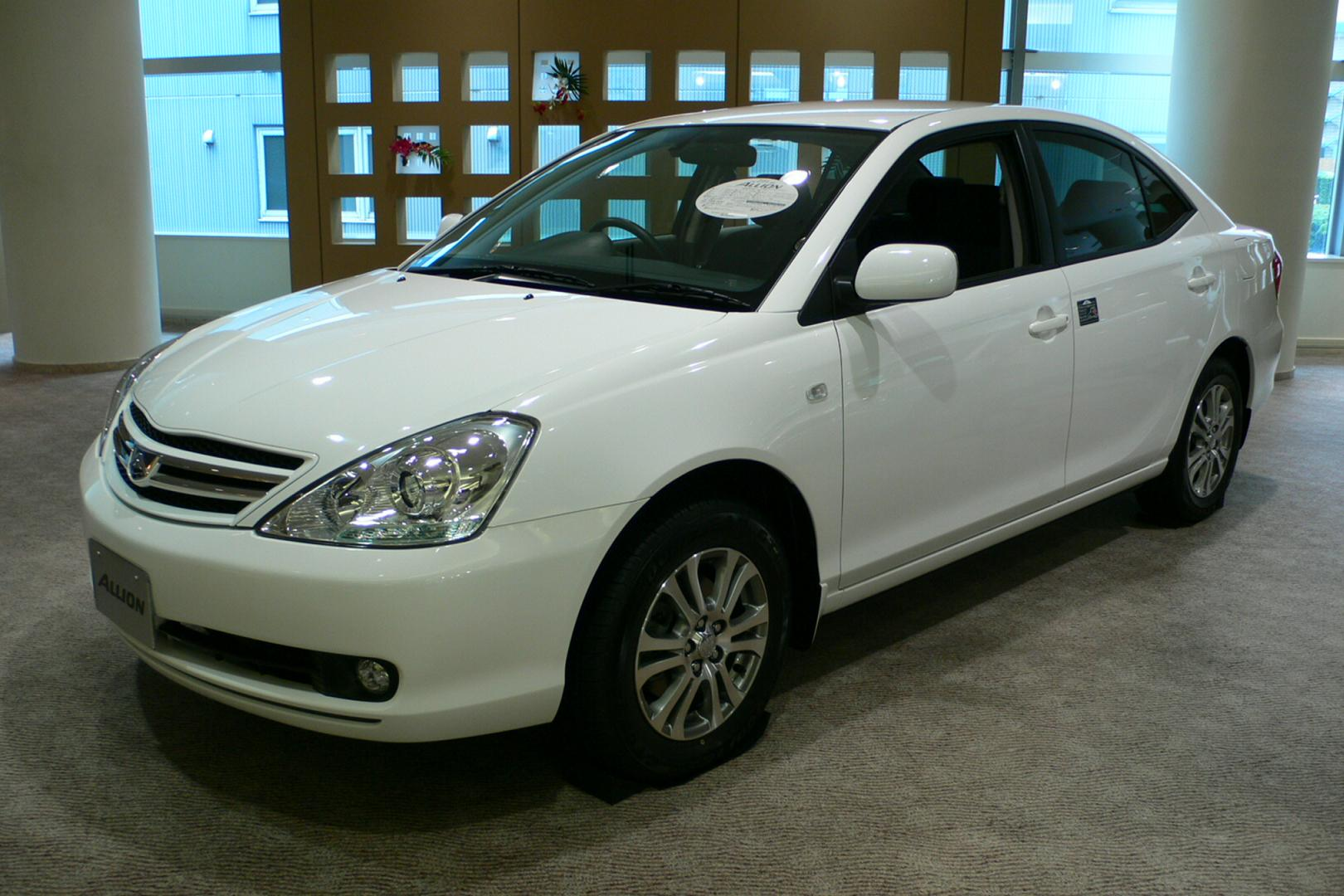
Toyota Allion (2004)

De Allion is een model van Toyota, dat alleen in Japan leverbaar is. De auto werd daar in 2001 geïntroduceerd als opvolger van de Carina.
De naam Allion is afgeleid van de Engelse term "all-in-one" (alles-in-één).